# Wilhelm Groener
Wilhelm Groener (Ludwigsburg, 1867. november 22. – Bornstedt, 1939. május 3.) német tábornok és politikus. Az első világháború után katonai segítséget nyújtott a mérsékelt Friedrich Ebertnek a kommunista felkelés leverésében. A hadseregtől való visszavonulása után a Weimari köztársaság közlekedésügyi, védelmi és belügyminisztere volt.

## Élete
Groener 1867. november 22-én született a Baden-Württembergben található Ludwigsburgban. 1884-ben csatlakozott a hadsereghez. 1912-ben a német tábornoki kar tagjaként ő volt a vasúti osztály vezetője. Az első világháború kitörésekor az ő felelőssége volt a német fegyveres erők gyors mozgósítása, bevetése és az erősítések, valamint az ellátmány gyors, vonattal való kiszállítása mind a keleti, mind a nyugati frontra. Később a hadügyminisztérium számos kulcsfontosságú osztályának vezetésével bízták meg. Emellett az ő feladata volt a termelési tartalékok megszerzése a háborús erőfeszítések számára.
1918 októberében Groener átvette Erich Ludendorfftól a vezérlő hadbiztosi teendőket. Paul von Hindenburg tábornaggyal együtt értesítette II. Vilmos német császárt, hogy elveszítette a hadsereg bizalmát és azt tanácsolta a császárnak, hogy mondjon le. Vilmos ezt hamarosan meg is tette. A compiègne-i fegyverszünet megkötése után Groener segített megszervezni a német hadsereg hazaszállítását és különleges, önkéntes katonai csapatok engedélyezésével együttműködött Friedrich Eberttel a kommunista felkelés leverésében.
1919-ben visszavonult a hadseregből. 1920-tól 1923-ig közlekedésügyi, 1928-tól 1932-ig védelmi, 1931-től 1932-ig pedig belügyminiszter volt. Egyike volt azoknak a kevés, kulcsfontosságú katonai személyiségeknek, akik ellenezték a nemzetiszocialisták fegyveres erőkbe való beszivárgását. 1932-ben intézkedéseket tett a nemzetiszocialista félkatonai szervezet, az SA betiltására. Ezzel azonban hozzájárult a saját bukásához, mely ugyanebben az évben következett be. Visszavonulása után hadtörténettel foglalkozott. 1939. május 3-án hunyt el Bornstedtben.

## Katonai kitüntetései
1915. szeptember 11-én kiemelkedő vezetői tevékenységéért és katonai tervezőmunkájáért, az 1914-es német mozgósítás és a Császári és Királyi Hadsereg katonáinak a galiciai frontra való kiszállításának sikeres megszervezéséért a Pour le Mérite kitüntetést adományozták részére. Groener tevékenységének köszönhetően 3 120 000 katona és 860 000 ló jutott ki a frontokra.